# Колломб, Джорджа
Джорджа Колломб (итал. Giorgia Collomb; род. 17 октября 2006) — итальянская горнолыжница, чемпионка мира 2025 года в смешанных командных соревнованиях.

## Биография и спортивная карьера
Международный гоночный дебют Джорджи состоялся 12 ноября 2022 года на юниорской гонке в Турне. Через два месяца итальянка приняла участие на Европейском зимнем юношеском олимпийском фестивале в регионе Фриули-Венеция-Джулия, где заняла 21-е место в супергиганте.
На зимних Юношеских Олимпийских играх 2024 года Колломб завоевала три медали. Победила в гигантском слаломе, завоевала серебро в альпийском комбинации, а также бронзу в слаломе.
13 сентября 2024 года Колломб впервые поднялась на подиум в континентальной гоночной серии, заняв третье место в слаломе на Серро-Кастор в рамках Южноамериканского кубка.
В 2025 году на чемпионате мира в австрийском Зальбахе, Джорджа в составе смешанной команды Италии в параллельном гигантском слаломе завоевала золотую медаль, став чемпионкой мира.

## Выступления на крупнейших соревнованиях

### Чемпионаты мира
| Чемпионат мира | Скоростной спуск | Супергигант | Гигантский слалом | Слалом | Комбинация | Команды | Паралл. гигантский слалом |
| -------------- | ---------------- | ----------- | ----------------- | ------ | ---------- | ------- | ------------------------- |
| 2025 Зальбах   | —                | —           | —                 | —      | —          | 1       | —                         |